# Massaker von Novi Sad
Das Massaker von Novi Sad war ein Kriegsverbrechen der zu den Achsenmächten gehörenden ungarischen Besatzer gegen die Bevölkerung von Novi Sad im Zweiten Weltkrieg. 1246 einheimische Zivilisten (zumeist Juden oder Serben) wurden vom 21. bis 23. Januar 1942 von ungarischen Einheiten unter General Ferenc Feketehalmy-Czeydner ermordet. Die Leichen wurden anschließend in die Donau geworfen.
15 Täter der ungarischen Armee und Gendarmerie, darunter Sándor Képíró, waren laut Ermittlungen des Simon Wiesenthal Centers an dem Massaker beteiligt.

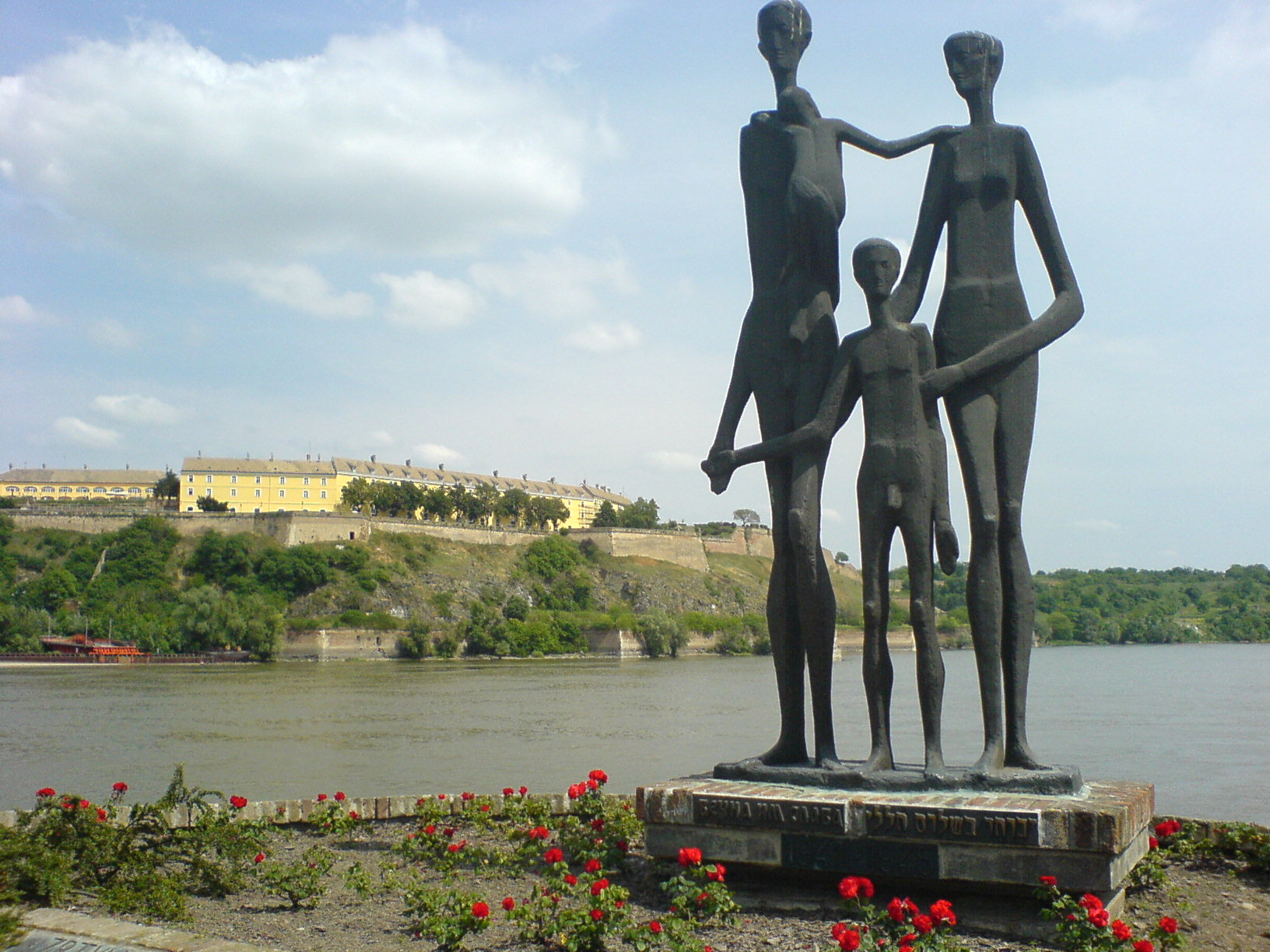
Mahnmal

## Vorgeschichte
Im April 1941 hatten deutsche Truppen mit Unterstützung italienischer und ungarischer Armeen im Balkanfeldzug Jugoslawien besetzt und das Land geteilt. Die Batschka (ung. Bácska), zu der auch Novi Sad (ung. Újvidék) gehört, wurde daraufhin von Ungarn annektiert.

## Verlauf
Im Januar 1942 führten jugoslawische Partisanen eine Reihe von Sabotageaktionen im Raum Novi Sad durch und töteten dabei mehrere ungarische Gendarmen und Soldaten. Der ungarische Generalstabschef Ferenc Szombathelyi ordnete daraufhin eine „Vergeltungsaktion“ in der Batschka an, die unter Führung von Generalleutnant Ferenc Feketehalmy-Czeydner, Generalmajor József Grassy, Oberst László Deák und Hauptmann der Gendarmerie Márton Zöldy durchgeführt wurde. Die drei Bataillone erhielten Unterstützung von lokalen Polizei-, Gendarmerie- und Heimwehreinheiten. Im Dorf Žabalj, in dessen Umgebung die Partisanen beobachtet worden waren, wurde auf Befehl Feketehalmys die gesamte Bevölkerung massakriert. In Novi Sad fand vom 21. bis 23. Januar ein Pogrom statt, dem knapp 800 Menschen, davon 550 Juden und 292 Serben, zum Opfer fielen. Die Gesamtzahl der Todesopfer bis zum Abschluss der Aktion am 31. Januar belief sich auf bis zu 4000 Personen.

## Nachgeschichte
Das Massaker von Novi Sad führte zu Protesten in Ungarn, an denen unter anderem der Vorsitzende der oppositionellen Partei der Kleinlandwirte, Endre Bajcsy-Zsilinszky, beteiligt war. Feketehalmy wurde in den Ruhestand versetzt, blieb jedoch zunächst ungestraft. Am 14. Dezember 1943 wurde in Ungarn dann doch gegen 15 Offiziere ein Prozess eröffnet. Feketehalmy-Czeydner wurde zu 15 Jahren Gefängnis verurteilt, sieben Mitangeklagte erhielten Strafen von jeweils über zehn Jahren. Am 15. Januar 1944 floh Feketehalmy-Czeydner zusammen mit drei weiteren Verurteilten nach Wien, wo sie politisches Asyl erhielten. Einem Auslieferungsbegehren der ungarischen Regierung kam Adolf Hitler nicht nach.
Feketehalmy-Czeydner geriet im Mai 1945 in amerikanische Kriegsgefangenschaft und wurde 1945 zusammen mit Szombathelyi zunächst an Ungarn ausgeliefert. Ein Volksgericht verurteilte Szombathelyi zu lebenslanger Haft. Im Januar 1946 lieferten die ungarischen Behörden Feketehalmy-Czeydner, Szombathelyi, Grassy, Deák und weitere ungarische Militärs an Jugoslawien aus. Die ausgelieferten ungarischen Militärs und zwei Serben aus Novi Sad wurden dort wegen Kriegsverbrechen zum Tode verurteilt und am 5. November 1946 in Žabalj gehängt.
Sándor Képíró, der ebenfalls an dem Massaker beteiligt war, gelang 1945 die Flucht nach Österreich und 1948 nach Argentinien. Er lebte später in Budapest und wurde enttarnt. Képíró erstattete gegen den Leiter des Wiesenthal-Zentrums Anzeige, woraufhin Anfang 2011 gegen diesen ein Prozess eröffnet wurde. Dabei ging es um Üble Nachrede und Rufmord. Am 5. Mai 2011 wurde in Budapest ein Verfahren gegen Képíró eröffnet, das am 18. Juli desselben Jahres mit einem Freispruch endete. Képíró starb am 3. September 2011 im Alter von 97 Jahren in einem Budapester Krankenhaus.
1975 wurde Novi Sad der Titel Volkshelden Jugoslawiens verliehen. Das Massaker zählt zu den meistdiskutierten Verbrechen Ungarns im Zweiten Weltkrieg und lieferte den Hintergrund zu mehreren Erzählungen und Filmen, etwa Kalte Tage. Am Tatort wurde eine Gedenkstätte errichtet.